# دهه ۴۰ (پیش از میلاد)

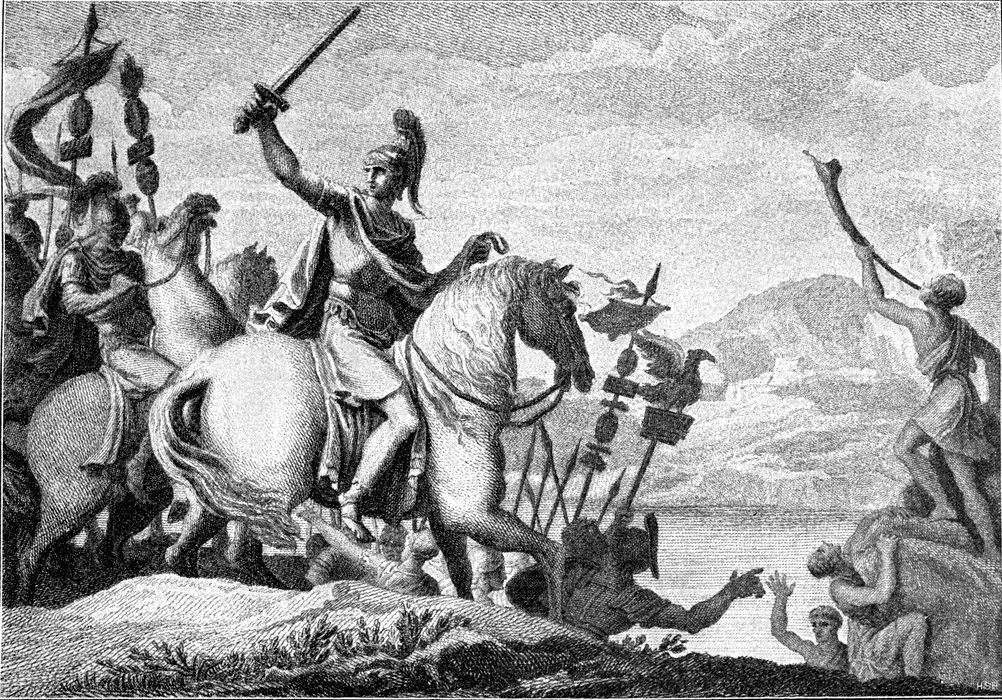
تصویری از دهه چهل پیش از میلاد

دهه ۴۰ (پیش از میلاد) ۴مین دهه قبل از مبدا شروع تقویم میلادی است.